# Nelson H. Barbour
Nelson Horatio Barbour (Nova Iorque, 21 de agosto de 1824 – Tacoma, Washington, 30 de agosto de 1905) foi um  influente escritor e editor religioso de um movimento chamado "Segundo Adventismo". Barbour foi editor de um periódico religioso intitulado "Herald of the Morning" (Arauto da Manhã).
É conhecido por sua associação (e posteriormente oposição) ao religioso Charles Taze Russell, fundador do movimento dos Estudantes da Bíblia, precursores das Testemunhas de Jeová